# El Carmen (Jujuy)
El Carmen è un comune (municipio in spagnolo) dell'Argentina, appartenente alla provincia di Jujuy, capoluogo del dipartimento omonimo. Si trova a 23 km dalla capitale provinciale San Salvador de Jujuy.
In base al censimento del 2001, nel territorio comunale dimorano 14.953 abitanti, con un aumento del 31,72% rispetto al censimento precedente (1991). Di questi abitanti, il 49,8% sono donne e il 50,2% uomini. Nel 2001 la città di El Carmen contava 12.295 abitanti.